# 日隈威徳
日隈 威徳（ひぐま たけのり、1936年（昭和11年）7月22日 - 2019年（平成31年）1月20日）は、日本の宗教研究者。「全国宗教人・日本共産党を支持する会」代表世話人、勤労者通信大学講師、アジア・アフリカ研究所所員。筆名の七里和乗（しちり　わじょう）でも執筆した。

## 略歴
- 鹿児島市生まれ[2]。1955年鹿児島県立鶴丸高等学校卒業[4]。
- 東京大学文学部印度哲学梵文学科卒業、同大学院修士課程修了[2]。
- 気象大学校、文教大学で非常勤講師[2]。
- 鈴木学術財団研究部[2]、のち1980年頃春秋社編集部。
- 1976年 - 2004年 日本共産党中央委員会・宗教委員会
- 1982年 - 2004年 宗教委員会責任者
- 1983年 - 1995年 日本共産党参院比例代表名簿登載者
- 1987年 - 2004年 党中央委員

## 著作権問題
- 2013年7月31日、ノンフィクション作家の佐野真一を著作権侵害で訴えた[5] 。

## 著書
- 戸田城聖 - 創価学会（1971年、新人物往来社）
- 討論宗教の新生 - 社会変革へのかかわり（1978年、大月書店）
- 現代宗教論（1983年、白石書店）
- 『勝共連合』新日本出版社、1984年9月30日。
  - 『統一協会＝勝共連合とは何か』新日本出版社、2022年10月19日。ISBN 978-4406066945。
- 宗教と共産主義（1985年、新日本出版社）
- 宗教についての対話（1988年、新日本出版社）
- いま、宗教者と語る - 日隈威徳対話集（1992年、白石書店）ISBN 4786602558
- 宗教と民主政治（1997年、白石書店）ISBN 478660285X
- 相寄る魂 - 宗教者との対話と共同を求めて（2004年、ケイ・アイ・メディア）ISBN 4907796153
- 宗教とは何か - 科学的社会主義の立場（2010年、本の泉社）ISBN 4780702305
- 宗教政治論の試み - 平和の風、革新のこだま（2013年、本の泉社）ISBN 4780709210

## 論文
- 中道 その思想的考察 (鈴木学術財団年報、3)1967年
- 真田増丸と大日本仏教済世軍 (鈴木学術財団年報、4)1968年
- 「”聖徳太子”について」について (鈴木学術財団年報、4)1968年
- 創価学会 (講座日蓮、4)1972年
- イデオロギーとしての「中」 (中村元博士還暦記念論集：インド思想と仏教)1973年